# Rashidi Kawawa

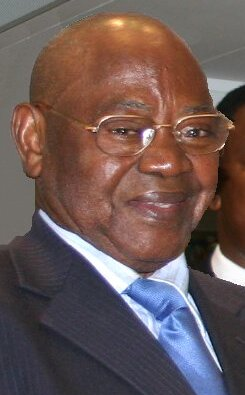
Rashidi Kawawa, 2007

Rashidi Mfaume Kawawa (* 27. Mai 1926 in Matepwende, Songea Distrikt, Tanganjika (heute Tansania); † 31. Dezember 2009 in Daressalam) war der erste Premierminister der Vereinigten Republik Tansania.
Kawawa gehörte der Partei Tanganyika African National Union (TANU) an und war vom 22. Januar 1962 bis zum 9. Dezember 1962 Premierminister Tanganjikas. Er war Nachfolger von Julius Kambarage Nyerere, der Tanganjika in die Unabhängigkeit geführt hatte und daraufhin Präsident wurde. Kawawa war von 1962 bis 1964 Vizepräsident. Vom 17. Februar 1972 bis zum 13. Februar 1977 war Kawawa der erste Premierminister von Tansania. Bis 1980 war er auch Verteidigungsminister des Landes.

## Leben und Wirken
Rashid Mfaume Kawawa wurde am 27. Februar 1926 im Dorf Matepwende im Bezirk Namtumbo in der Region Ruvuma geboren. Im Jahr 1935 wurde er in die Tunduru Urban School in Lindi eingeschrieben. Von 1942 bis 1947 besuchte er die Dar es Salaam Central School, bevor er zwischen 1951 und 1956 seine Ausbildung an der Tabora Boys School fortsetzte. 1951 heiratete er Sofia Kawawa.

### Politische Laufbahn
Kawawa gehörte zu den Gründern der Federation of Workers im Jahr 1955, wo er zum ersten Generalsekretär gewählt wurde, bevor er sich der Uhuru-Bewegung anschloss. In dieser Eigenschaft begann er, eine aktivere Rolle im tanganjikaischen Unabhängigkeitskampf zu übernehmen und die Arbeitnehmer zu mobilisieren. Zuvor war er Generalsekretär der Government Employees Federation. Im Februar 1956 verließ Kawawa seine Arbeit bei der Workers' Federation, weil er als Regierungsangestellter nicht politisch tätig sein durfte, und schloss sich der TANU-Bewegung an.
Im Jahr 1957 war er Mitglied des 24. Zentralkomitees der TANU und 1960 war er Vizepräsident der TANU. Als Mwalimu Nyerere sich entschloss, in die Provinzen zu gehen, um eine Partei zu gründen und sich politisch zu engagieren, wurde er am 22. Januar 1962 zum zweiten Premierminister Tanganjikas ernannt. Dieses Amt übte er bis zum 8. Dezember 1962 aus. Am 2. März 1972 wurde er erneut in dieses Amt berufen, das er bis zum 13. Februar 1977 ausübte, als Edward Moringe Sokoine seinen Platz einnahm.
Kawawa wurde 1960 in der Regierung des Präsidenten der TANU zum Minister für Kommunalverwaltung und Wohnungsbau ernannt.
Im Januar 1962 wurde er dann als Minister ohne eigenes Ressort Premierminister, als Mwalimu Julius Kambarage Nyerere zurücktrat, um die TANU zu stärken.
Kawawa wurde im Dezember 1962 zum Vizepräsidenten gewählt, als das Land unter Präsident Mwalimu Julius Kambarage Nyerere eine Republik wurde. Nach der Union von Tanganjika und Sansibar im Jahr 1964 wurde er zum zweiten Vizepräsidenten und Verteidigungsminister ernannt. In dieser Zeit trug er maßgeblich zum Aufbau der Tanzanian People's Defense Force (JWTZ) bei und legte damit den Grundstein für die Streitkräfte. Darüber hinaus gründete er die Nation Building Army.
Kawawa wurde 1972 zum Premierminister von Tansania ernannt, ein Amt, das er bis 1977 innehatte, als er erneut zum Verteidigungsminister ernannt wurde. Neben diesen Aufgaben war Kawawa von 1965 bis 1985 Parlamentsabgeordneter für den Distrikt Nachingwea in der Lindi-Region und danach für Liwale. In der Politik bekleidete er mehrere Ämter, darunter 1980 das des Generalsekretärs der Revolutionären Partei und 1982 das des stellvertretenden Vorsitzenden der Chama Cha Mapinduzi (CCM), in der er auch ständiges Mitglied des Zentralkomitees war.

## Tod
Kawawa starb im Alter von 83 Jahren am 31. Dezember 2009, im Muhimbili Hospital. Die Einwohner der Stadt Dar es Salaam hatten am 2. Januar 2010 ab 19 Uhr Gelegenheit, ihm in den Karimjee Gardens die letzte Ehre zu erweisen und am folgenden Tag wurde er in seinem Haus in Wazo Ward im Kinondoni District der Dar es Salaam Region beigesetzt.

## Dr. Rashid M. Kawawa Memorial Museum
Dieses Museum in Songea wurde am 27. Februar 2017 offiziell eröffnet und zeigt Dokumente aus Kawawas Leben und seinem politischen Wirken.

## Ehrungen und Auszeichnungen
- Makerere University, Doctor of Laws (posthum)[3]
- Universität Dodoma, Honoris Causa (posthum)[4]